# Ann Dowling
Ann Patricia Dowling, née le 15 juillet 1952, est une chercheuse britannique en génie mécanique et en aéroacoustique. Professeur à l'université de Cambridge, elle est aussi présidente de l'Académie royale britannique d'ingénierie depuis 2014, et membre associé étranger de l'Académie des sciences.